# Jonas Thern
Jonas Magnus Thern (Falköping, 20 marzo 1967) è un allenatore di calcio ed ex calciatore svedese, di ruolo centrocampista.
Tra i suoi successi di club, un double svedese (campionato più coppa nazionale) con il Malmö FF, e un titolo portoghese vinto con il Benfica. È ricordato in Italia per le stagioni disputate a metà degli anni 1990 con le maglie di Napoli e Roma.

## Biografia
Suo figlio Simon è a sua volta un calciatore professionista.

## Carriera

### Giocatore

#### Club

Thern (a destra) a Napoli nel 1993, in contrasto sul bresciano Hagi

Cresciuto nelle giovanili del Värnamo, Thern esordì nell'Allsvenskan nel 1985, prima di essere acquistato dal Malmö FF. Qui militò per cinque stagioni, in cui la squadra vinse due campionati e due coppe di Svezia, intervallate da una breve parentesi svizzera in prestito allo Zurigo, durante la quale tuttavia non fu mai utilizzato in gare ufficiali.
Nel 1989 si trasferì in Portogallo al Benfica agli ordini del connazionale Sven-Göran Eriksson; lì rimase quattro stagioni vincendo il campionato nel 1991 e disputando la finale di Vienna della Coppa dei Campioni 1989-1990 (persa 0-1 contro il Milan).
Nel 1992 arrivò la prima esperienza con il calcio italiano, al Napoli guidato da Claudio Ranieri che lo prelevò per 4,8 miliardi di lire. Costretto insieme ad altri giocatori di punta a lasciare il club a causa del difficile momento societario, nel 1994 Thern si trasferì alla Roma, con la quale arrivò quinto in classifica nelle sue due prime stagioni, centrando in entrambi i casi la qualificazione in Coppa UEFA. Lasciò l'Italia nel 1997 per scadenza del contratto.
Nell'estate dello stesso anno firmò un contratto biennale con la squadra scozzese dei Rangers, che fu anche l'ultima della sua carriera, in quanto vi terminò l'attività agonistica nel 1999, a 32 anni, complici alcuni problemi fisici.

#### Nazionale
Giocò per dieci anni nella Nazionale svedese, con la quale fu semifinalista sia al campionato d'Europa 1992 che al campionato del mondo 1994 e di cui fu capitano dal 1991 al 1997.

### Allenatore
Fra il 2000 e il 2001 fu l'allenatore dell'IFK Värnamo, squadra in cui aveva esordito come calciatore. Successivamente, dal 2001 al 2003, sedette sulla panchina dell'Halmstad. Thern tornò poi ad allenare l'IFK Värnamo per l'intera stagione sportiva 2010, contribuendo alla conquista della promozione in Superettan.
Dal luglio 2016 ricoprì il ruolo di osservatore per conto della Nazionale svedese. Iniziò la stagione 2017 come assistente allenatore al Landskrona BoIS in Division 1, ma preferì abbandonare all'inizio del campionato. Nel giugno 2017, in aggiunta all'incarico con la nazionale, assunse anche la posizione di responsabile per lo sviluppo dei giovani calciatori dell'IFK Värnamo.
In vista della stagione 2019, Thern ritornò ad essere capo allenatore dell'IFK Värnamo, squadra che era reduce dalla retrocessione in Division 1 dell'anno precedente. Nel 2020 guidò la squadra alla promozione in Superettan, tuttavia, a partire dalla stagione successiva, la mancanza della licenza UEFA Pro gli impedì di rivestire formalmente il ruolo di capo allenatore, assegnato al 33enne Robin Asterhed, con Thern che rimase comunque ufficialmente nello staff tecnico. Al termine della Superettan 2021 i biancoblu conquistarono la loro prima storica promozione nella massima serie. Thern fu ufficialmente assistente allenatore (questa volta di Kim Hellberg) anche in occasione dell'annata 2022, la quale si concluse con la salvezza dell'IFK Värnamo alla sua prima apparizione in Allsvenskan. Prima dell'inizio della stagione 2023 venne annunciato un cambio di ruolo di Thern, che passò dall'incarico di assistente allenatore a quello di scout.

## Statistiche

### Presenze e reti nel club
| Stagione        | Squadra         | Campionato      | Campionato | Campionato | Coppe nazionali | Coppe nazionali | Coppe nazionali | Coppe continentali | Coppe continentali | Coppe continentali | Altre coppe | Altre coppe | Altre coppe | Totale | Totale |
| Stagione        | Squadra         | Comp            | Pres       | Reti       | Comp            | Pres            | Reti            | Comp               | Pres               | Reti               | Comp        | Pres        | Reti        | Pres   | Reti   |
| --------------- | --------------- | --------------- | ---------- | ---------- | --------------- | --------------- | --------------- | ------------------ | ------------------ | ------------------ | ----------- | ----------- | ----------- | ------ | ------ |
| 1992-1993       | Napoli          | A               | 27         | 0          | CI              | 3               | 0               | CU                 | 4                  | 0                  | -           | -           | -           | 34     | 0      |
| 1993-1994       | Napoli          | A               | 21         | 1          | CI              | 4               | 0               | -                  | -                  | -                  | -           | -           | -           | 25     | 1      |
| Totale Napoli   | Totale Napoli   | Totale Napoli   | 48         | 1          |                 | 7               | 0               |                    | 4                  | 0                  |             | -           | -           | 59     | 1      |
| 1994-1995       | Roma            | A               | 12         | 0          | CI              | 4               | 0               | -                  | -                  | -                  | -           | -           | -           | 16     | 0      |
| 1995-1996       | Roma            | A               | 22         | 1          | CI              | 1               | 0               | CU                 | 2                  | 0                  | -           | -           | -           | 25     | 1      |
| 1996-1997       | Roma            | A               | 25         | 2          | CI              | 1               | 0               | CU                 | 2                  | 0                  | -           | -           | -           | 28     | 2      |
| Totale carriera | Totale carriera | Totale carriera | 59         | 4          |                 | 6               | 0               |                    | 4                  | 0                  |             | -           | -           | 69     | 4      |

### Cronologia presenze e reti in nazionale
| Cronologia completa delle presenze e delle reti in nazionale ― Svezia | Cronologia completa delle presenze e delle reti in nazionale ― Svezia | Cronologia completa delle presenze e delle reti in nazionale ― Svezia | Cronologia completa delle presenze e delle reti in nazionale ― Svezia | Cronologia completa delle presenze e delle reti in nazionale ― Svezia | Cronologia completa delle presenze e delle reti in nazionale ― Svezia | Cronologia completa delle presenze e delle reti in nazionale ― Svezia | Cronologia completa delle presenze e delle reti in nazionale ― Svezia |
| Data                                                                  | Città                                                                 | In casa                                                               | Risultato                                                             | Ospiti                                                                | Competizione                                                          | Reti                                                                  | Note                                                                  |
| --------------------------------------------------------------------- | --------------------------------------------------------------------- | --------------------------------------------------------------------- | --------------------------------------------------------------------- | --------------------------------------------------------------------- | --------------------------------------------------------------------- | --------------------------------------------------------------------- | --------------------------------------------------------------------- |
| 14-10-1987                                                            | Gelsenkirchen                                                         | Germania Ovest                                                        | 1 – 1                                                                 | Svezia                                                                | Amichevole                                                            | -                                                                     |                                                                       |
| 14-11-1987                                                            | Napoli                                                                | Italia                                                                | 2 – 1                                                                 | Svezia                                                                | Qual. Euro 1988                                                       | -                                                                     |                                                                       |
| 12-1-1988                                                             | Maspalomas                                                            | Germania Est                                                          | 0 – 1                                                                 | Svezia                                                                | Amichevole                                                            | 2                                                                     |                                                                       |
| 15-1-1988                                                             | Maspalomas                                                            | Finlandia                                                             | 1 – 4                                                                 | Svezia                                                                | Amichevole                                                            | 1                                                                     |                                                                       |
| 31-3-1988                                                             | Berlino Ovest                                                         | Germania Ovest                                                        | 1 – 1 dts (2 – 4 dtr)                                                 | Svezia                                                                | Amichevole                                                            | -                                                                     |                                                                       |
| 2-4-1988                                                              | Berlino Ovest                                                         | Svezia                                                                | 2 – 0                                                                 | Unione Sovietica                                                      | Amichevole                                                            | -                                                                     | 46’                                                                   |
| 27-4-1988                                                             | Solna                                                                 | Svezia                                                                | 4 – 1                                                                 | Galles                                                                | Amichevole                                                            | -                                                                     |                                                                       |
| 1-6-1988                                                              | Salamanca                                                             | Spagna                                                                | 1 – 3                                                                 | Svezia                                                                | Amichevole                                                            | -                                                                     |                                                                       |
| 31-8-1988                                                             | Solna                                                                 | Svezia                                                                | 1 – 2                                                                 | Danimarca                                                             | Amichevole                                                            | -                                                                     |                                                                       |
| 12-10-1988                                                            | Göteborg                                                              | Svezia                                                                | 0 – 0                                                                 | Portogallo                                                            | Amichevole                                                            | -                                                                     |                                                                       |
| 19-10-1988                                                            | Londra                                                                | Inghilterra                                                           | 0 – 0                                                                 | Svezia                                                                | Qual. Mondiali 1990                                                   | -                                                                     |                                                                       |
| 5-11-1988                                                             | Tirana                                                                | Albania                                                               | 1 – 2                                                                 | Svezia                                                                | Qual. Mondiali 1990                                                   | -                                                                     |                                                                       |
| 26-4-1989                                                             | Wrexham                                                               | Galles                                                                | 0 – 2                                                                 | Svezia                                                                | Amichevole                                                            | -                                                                     | cap.                                                                  |
| 7-5-1989                                                              | Solna                                                                 | Svezia                                                                | 2 – 1                                                                 | Polonia                                                               | Qual. Mondiali 1990                                                   | -                                                                     | cap.                                                                  |
| 31-5-1989                                                             | Örebro                                                                | Svezia                                                                | 2 – 0                                                                 | Algeria                                                               | Amichevole                                                            | -                                                                     |                                                                       |
| 14-6-1989                                                             | Copenaghen                                                            | Danimarca                                                             | 6 – 0                                                                 | Svezia                                                                | Amichevole                                                            | -                                                                     | 46’                                                                   |
| 16-8-1989                                                             | Malmö                                                                 | Svezia                                                                | 2 – 4                                                                 | Francia                                                               | Amichevole                                                            | 1                                                                     |                                                                       |
| 6-9-1989                                                              | Solna                                                                 | Svezia                                                                | 0 – 0                                                                 | Inghilterra                                                           | Qual. Mondiali 1990                                                   | -                                                                     |                                                                       |
| 8-10-1989                                                             | Solna                                                                 | Svezia                                                                | 3 – 1                                                                 | Albania                                                               | Qual. Mondiali 1990                                                   | -                                                                     |                                                                       |
| 25-10-1989                                                            | Chorzów                                                               | Polonia                                                               | 0 – 2                                                                 | Svezia                                                                | Qual. Mondiali 1990                                                   | -                                                                     |                                                                       |
| 27-5-1990                                                             | Solna                                                                 | Svezia                                                                | 6 – 0                                                                 | Finlandia                                                             | Amichevole                                                            | 1                                                                     | cap.                                                                  |
| 10-6-1990                                                             | Torino                                                                | Brasile                                                               | 2 – 1                                                                 | Svezia                                                                | Mondiali 1990 - 1º turno                                              | -                                                                     |                                                                       |
| 16-6-1990                                                             | Genova                                                                | Svezia                                                                | 1 – 2                                                                 | Scozia                                                                | Mondiali 1990 - 1º turno                                              | -                                                                     | 59’                                                                   |
| 5-9-1990                                                              | Västerås                                                              | Svezia                                                                | 0 – 1                                                                 | Danimarca                                                             | Amichevole                                                            | -                                                                     |                                                                       |
| 5-6-1991                                                              | Stoccolma                                                             | Svezia                                                                | 2 – 2                                                                 | Colombia                                                              | Amichevole                                                            | -                                                                     | cap.                                                                  |
| 13-6-1991                                                             | Göteborg                                                              | Svezia                                                                | 2 – 3 dts                                                             | Unione Sovietica                                                      | Torneo Scania 100 - Semifinale                                        | -                                                                     | cap.                                                                  |
| 15-6-1991                                                             | Malmö                                                                 | Svezia                                                                | 4 – 0                                                                 | Danimarca                                                             | Torneo Scania 100 - Finale 3º-4º posto                                | -                                                                     | cap.                                                                  |
| 8-8-1991                                                              | Oslo                                                                  | Norvegia                                                              | 1 – 2                                                                 | Svezia                                                                | Amichevole                                                            | -                                                                     | cap.                                                                  |
| 4-9-1991                                                              | Solna                                                                 | Svezia                                                                | 4 – 3                                                                 | Jugoslavia                                                            | Amichevole                                                            | 1                                                                     | cap.                                                                  |
| 9-10-1991                                                             | Lucerna                                                               | Svizzera                                                              | 3 – 1                                                                 | Svezia                                                                | Amichevole                                                            | -                                                                     | cap.                                                                  |
| 27-5-1992                                                             | Stoccolma                                                             | Svezia                                                                | 2 – 1                                                                 | Ungheria                                                              | Amichevole                                                            | -                                                                     | cap. 88’                                                              |
| 10-6-1992                                                             | Solna                                                                 | Svezia                                                                | 1 – 1                                                                 | Francia                                                               | Euro 1992 - 1º turno                                                  | -                                                                     | cap. 87’                                                              |
| 14-6-1992                                                             | Solna                                                                 | Svezia                                                                | 1 – 0                                                                 | Danimarca                                                             | Euro 1992 - 1º turno                                                  | -                                                                     | cap.                                                                  |
| 17-6-1992                                                             | Solna                                                                 | Svezia                                                                | 2 – 1                                                                 | Inghilterra                                                           | Euro 1992 - 1º turno                                                  | -                                                                     | cap.                                                                  |
| 21-6-1992                                                             | Solna                                                                 | Svezia                                                                | 2 – 3                                                                 | Germania                                                              | Euro 1992 - Semifinale                                                | -                                                                     | cap.                                                                  |
| 26-8-1992                                                             | Oslo                                                                  | Norvegia                                                              | 2 – 2                                                                 | Svezia                                                                | Amichevole                                                            | -                                                                     | cap.                                                                  |
| 9-9-1992                                                              | Helsinki                                                              | Finlandia                                                             | 0 – 1                                                                 | Svezia                                                                | Qual. Mondiali 1994                                                   | -                                                                     | cap. 82’                                                              |
| 7-10-1992                                                             | Solna                                                                 | Svezia                                                                | 2 – 0                                                                 | Bulgaria                                                              | Qual. Mondiali 1994                                                   | -                                                                     | cap.                                                                  |
| 11-11-1992                                                            | Ramat Gan                                                             | Israele                                                               | 1 – 3                                                                 | Svezia                                                                | Qual. Mondiali 1994                                                   | -                                                                     | cap.                                                                  |
| 15-4-1993                                                             | Budapest                                                              | Ungheria                                                              | 0 – 2                                                                 | Svezia                                                                | Amichevole                                                            | -                                                                     | cap. 86’                                                              |
| 28-4-1993                                                             | Parigi                                                                | Francia                                                               | 2 – 1                                                                 | Svezia                                                                | Qual. Mondiali 1994                                                   | -                                                                     | cap. 26’                                                              |
| 22-8-1993                                                             | Malmö                                                                 | Svezia                                                                | 1 – 1                                                                 | Francia                                                               | Qual. Mondiali 1994                                                   | -                                                                     | cap.                                                                  |
| 8-9-1993                                                              | Sofia                                                                 | Bulgaria                                                              | 1 – 1                                                                 | Svezia                                                                | Qual. Mondiali 1994                                                   | -                                                                     | cap.                                                                  |
| 5-5-1994                                                              | Solna                                                                 | Svezia                                                                | 3 – 1                                                                 | Nigeria                                                               | Amichevole                                                            | -                                                                     | cap.                                                                  |
| 26-5-1994                                                             | Copenaghen                                                            | Danimarca                                                             | 1 – 0                                                                 | Svezia                                                                | Amichevole                                                            | -                                                                     | cap. 63’                                                              |
| 5-6-1994                                                              | Stoccolma                                                             | Svezia                                                                | 2 – 0                                                                 | Norvegia                                                              | Amichevole                                                            | -                                                                     | cap.                                                                  |
| 12-6-1994                                                             | Mission Viejo                                                         | Romania                                                               | 1 – 1                                                                 | Svezia                                                                | Amichevole                                                            | -                                                                     | cap.                                                                  |
| 19-6-1994                                                             | Pasadena                                                              | Camerun                                                               | 2 – 2                                                                 | Svezia                                                                | Mondiali 1994 - 1º turno                                              | -                                                                     | cap.                                                                  |
| 24-6-1994                                                             | Detroit                                                               | Svezia                                                                | 3 – 1                                                                 | Russia                                                                | Mondiali 1994 - 1º turno                                              | -                                                                     | cap.                                                                  |
| 28-6-1994                                                             | Detroit                                                               | Brasile                                                               | 1 – 1                                                                 | Svezia                                                                | Mondiali 1994 - 1º turno                                              | -                                                                     | cap.                                                                  |
| 3-7-1994                                                              | Dallas                                                                | Arabia Saudita                                                        | 1 – 3                                                                 | Svezia                                                                | Mondiali 1994 - Ottavi di finale                                      | -                                                                     | cap. 67’ 74’                                                          |
| 13-7-1994                                                             | Pasadena                                                              | Svezia                                                                | 0 – 1                                                                 | Brasile                                                               | Mondiali 1994 - Semifinale                                            | -                                                                     | cap. 64’                                                              |
| 12-10-1994                                                            | Berna                                                                 | Svizzera                                                              | 4 – 2                                                                 | Svezia                                                                | Qual. Euro 1996                                                       | -                                                                     | cap. 49’                                                              |
| 16-11-1994                                                            | Solna                                                                 | Svezia                                                                | 2 – 0                                                                 | Ungheria                                                              | Qual. Euro 1996                                                       | -                                                                     | cap.                                                                  |
| 8-3-1995                                                              | Limassol                                                              | Cipro                                                                 | 3 – 3                                                                 | Svezia                                                                | Amichevole                                                            | -                                                                     | cap.                                                                  |
| 29-3-1995                                                             | Ankara                                                                | Turchia                                                               | 2 – 1                                                                 | Svezia                                                                | Qual. Euro 1996                                                       | -                                                                     | cap.                                                                  |
| 1-6-1995                                                              | Malmö                                                                 | Svezia                                                                | 1 – 1                                                                 | Islanda                                                               | Qual. Euro 1996                                                       | -                                                                     | cap.                                                                  |
| 4-6-1995                                                              | Birmingham                                                            | Brasile                                                               | 1 – 0                                                                 | Svezia                                                                | Amichevole                                                            | -                                                                     | cap. 46’                                                              |
| 16-8-1995                                                             | Norrköping                                                            | Svezia                                                                | 1 – 0                                                                 | Stati Uniti                                                           | Amichevole                                                            | -                                                                     | cap.                                                                  |
| 6-9-1995                                                              | Göteborg                                                              | Svezia                                                                | 0 – 0                                                                 | Svizzera                                                              | Qual. Euro 1996                                                       | -                                                                     | cap.                                                                  |
| 24-4-1996                                                             | Belfast                                                               | Irlanda del Nord                                                      | 1 – 2                                                                 | Svezia                                                                | Amichevole                                                            | -                                                                     | cap.                                                                  |
| 9-5-1996                                                              | Helsingborg                                                           | Svezia                                                                | 2 – 1                                                                 | Slovacchia                                                            | Amichevole                                                            | -                                                                     | cap. 46’                                                              |
| 16-5-1996                                                             | Seul                                                                  | Corea del Sud                                                         | 0 – 2                                                                 | Svezia                                                                | Amichevole                                                            | -                                                                     | cap.                                                                  |
| 1-6-1996                                                              | Solna                                                                 | Svezia                                                                | 5 – 1                                                                 | Bielorussia                                                           | Qual. Mondiali 1998                                                   | -                                                                     | cap.                                                                  |
| 14-8-1996                                                             | Göteborg                                                              | Svezia                                                                | 0 – 1                                                                 | Danimarca                                                             | Amichevole                                                            | -                                                                     | cap.                                                                  |
| 1-9-1996                                                              | Riga                                                                  | Lettonia                                                              | 1 – 2                                                                 | Svezia                                                                | Qual. Mondiali 1998                                                   | -                                                                     | cap.                                                                  |
| 9-10-1996                                                             | Solna                                                                 | Svezia                                                                | 0 – 1                                                                 | Austria                                                               | Qual. Mondiali 1998                                                   | -                                                                     | cap. 41’                                                              |
| 10-11-1996                                                            | Glasgow                                                               | Scozia                                                                | 1 – 0                                                                 | Svezia                                                                | Qual. Mondiali 1998                                                   | -                                                                     | cap.                                                                  |
| 30-4-1997                                                             | Göteborg                                                              | Svezia                                                                | 2 – 1                                                                 | Scozia                                                                | Qual. Mondiali 1998                                                   | -                                                                     | cap.                                                                  |
| 22-5-1997                                                             | Solna                                                                 | Svezia                                                                | 2 – 2                                                                 | Polonia                                                               | Amichevole                                                            | -                                                                     | cap.                                                                  |
| 8-6-1997                                                              | Tallinn                                                               | Estonia                                                               | 2 – 3                                                                 | Svezia                                                                | Qual. Mondiali 1998                                                   | -                                                                     | cap.                                                                  |
| 6-8-1997                                                              | Malmö                                                                 | Svezia                                                                | 1 – 0                                                                 | Lituania                                                              | Amichevole                                                            | -                                                                     | cap. 46’                                                              |
| 20-8-1997                                                             | Minsk                                                                 | Bielorussia                                                           | 1 – 2                                                                 | Svezia                                                                | Qual. Mondiali 1998                                                   | -                                                                     | cap.                                                                  |
| 6-9-1997                                                              | Vienna                                                                | Austria                                                               | 1 – 0                                                                 | Svezia                                                                | Qual. Mondiali 1998                                                   | -                                                                     | cap.                                                                  |
| 10-9-1997                                                             | Solna                                                                 | Svezia                                                                | 1 – 0                                                                 | Lettonia                                                              | Qual. Mondiali 1998                                                   | -                                                                     | cap.                                                                  |
| Totale                                                                |                                                                       | Presenze                                                              | 75                                                                    |                                                                       | Reti                                                                  | 6                                                                     |                                                                       |

| Cronologia completa delle presenze e delle reti in nazionale ― Svezia olimpica | Cronologia completa delle presenze e delle reti in nazionale ― Svezia olimpica | Cronologia completa delle presenze e delle reti in nazionale ― Svezia olimpica | Cronologia completa delle presenze e delle reti in nazionale ― Svezia olimpica | Cronologia completa delle presenze e delle reti in nazionale ― Svezia olimpica | Cronologia completa delle presenze e delle reti in nazionale ― Svezia olimpica | Cronologia completa delle presenze e delle reti in nazionale ― Svezia olimpica | Cronologia completa delle presenze e delle reti in nazionale ― Svezia olimpica |
| Data                                                                           | Città                                                                          | In casa                                                                        | Risultato                                                                      | Ospiti                                                                         | Competizione                                                                   | Reti                                                                           | Note                                                                           |
| ------------------------------------------------------------------------------ | ------------------------------------------------------------------------------ | ------------------------------------------------------------------------------ | ------------------------------------------------------------------------------ | ------------------------------------------------------------------------------ | ------------------------------------------------------------------------------ | ------------------------------------------------------------------------------ | ------------------------------------------------------------------------------ |
| 17-9-1988                                                                      | Daegu                                                                          | Svezia olimpica                                                                | 2 – 2                                                                          | Tunisia olimpica                                                               | Olimpiadi 1988 - 1º turno                                                      | 1                                                                              | 73’                                                                            |
| 25-9-1988                                                                      | Daegu                                                                          | Svezia olimpica                                                                | 1 – 2 dts                                                                      | Italia olimpica                                                                | Olimpiadi 1988 - Quarti di finale                                              | -                                                                              |                                                                                |
| Totale                                                                         |                                                                                | Presenze                                                                       | 2                                                                              |                                                                                | Reti                                                                           | 1                                                                              |                                                                                |

## Palmarès

### Giocatore

#### Club
- Svenska Cupen: 2

Malmö FF: 1985-1986, 1988-1989
- Campionato svedese: 2

Malmö FF: 1986, 1988
- Campionato portoghese: 1

Benfica: 1990-1991

#### Individuale
- Calciatore svedese dell'anno: 1

1989

### Allenatore

#### Competizioni nazionali
- Superettan: 1

IFK Värnamo: 2021